# Kayle Doetzel
Kayle Doetzel (ur. 19 czerwca 1995 w Saskatoon) – kanadyjski hokeista.

## Kariera
- West Central Rage (2009-2010)
- Saskatoon Contacts U18 AAA (2010-2011)
- Red Deer Rebels (2011-2016)
- Stockton Heat (2016-2017)
- Kansas City Mavericks (2017-2018)
- Jacksonville IceMen (2018-2019)
- Stockton Heat (2018)
  -  Cleveland Monsters (2016-2018)
- Allen Americans (2019-2021)
- Indy Fuel (2021)
- DVTK Jegesmedvék (2021-2022)
- Cracovia (2022)

Wychowanek klubu Rosetown MHA. Od 2011 przez pięć sezonów występował w drużynie Red Deer Rebels w rozgrywkach juniorskich WHL. Następnie, od 2016 przez lata występował w zespołach z amerykańskich rozgrywek ECHL i AHL. Ostatnim z nich był Indy Fuel, do którego został zaangażowany w kwietniu 2021, lecz nie zagrał w jego barwach. W sezonie 2021/2022 był zawodnikiem węgierskiej drużyny DVTK Jegesmedvék. W sierpniu 2022 ogłoszono jego transfer do Cracovii w Polskiej Hokej Lidze (w tym czasie do tej ekipy trafił też Amerykanin Jack Walker, także dotąd występujący w DVTK). Na początku sezonu 2022/2023 we wrześniu 2022 odszedł z tego klubu.
W barwach Kanady Zachód brał udział w turniejach mistrzostw świata do lat 17 edycji 2011/2012, a z reprezentacją Kanady do lat 18 w Memoriale Ivana Hlinki edycji 2013.

## Sukcesy
Reprezentacyjne
- Złoty medal Memoriału Ivana Hlinki: 2013

Klubowe
- Mistrzostwo konferencji w play-off WHL: 2016 z Red Deer Rebels